# Mesnil-Martinsart
Mesnil-Martinsart – miejscowość i gmina we Francji, w regionie Hauts-de-France, w departamencie Somma.
Według danych na rok 2011 gminę zamieszkiwało 247 osób, a gęstość zaludnienia wynosiła 28 osób/km² (wśród 2293 gmin Pikardii Mesnil-Martinsart plasuje się na 759. miejscu pod względem liczby ludności, natomiast pod względem powierzchni na miejscu 539.).